# Ivan Sokolov
Ivan Sokolov (* 13. Juni 1968 in Jajce, SFR Jugoslawien) ist ein aus Bosnien stammender niederländischer Schach-Großmeister.

## Leben
Ivan Sokolov erlernte Schach von seinem Vater, der selbst Meisterspielerniveau besaß. 1987 gewann er in Portorož, Stockholm (zusammen mit Michail Gurewitsch) und Belgrad. Im selben Jahr verlieh ihm die FIDE den Titel Großmeister. 1988 wurde er jugoslawischer Meister.
Zu seinen bedeutendsten Siegen in internationalen Turnieren zählen die Erfolge: Biel 1988, Maribor 1990, Kopenhagen 1991, Nikšić 1991, Starý Smokovec 1991, Portorož 1993, Akureyri 1994, Ter Apel 1995, Malmö 1995, Antwerpen 1995, Leeuwarden 1997, Dresden (Zonenturnier) 1998, Hastings 1998/99, Amsterdam 1999, Vlissingen 2000, Amsterdam 2000, Reykjavík 2001, Selfoss 2002 und 2003, Sarajevo 2003, Hoogeveen 2004, Sarajevo 2005. Im Jahr 1999 gelang Sokolov beim Corus-Schachturnier ein spektakulärer Sieg in 28 Zügen über Weltmeister Garri Kasparow.
Sokolov ging während des Bürgerkrieges in Jugoslawien gemeinsam mit Predrag Nikolić 1993 ins Exil in die Niederlande, wo er 1995 und 1998 Landesmeister wurde. Er ist mit einer Niederländerin verheiratet. 2003 wurde er Spieler des Jahres in den Niederlanden. Ab April 2009 war er erneut für den bosnischen Schachverband gemeldet. 2010 organisierte er das Bosna Open in Sarajevo und kandidierte für das Amt des Vizepräsidenten der European Chess Union. Im Dezember 2010 wechselte er wieder zurück zum niederländischen Schachverband.
Beim Hoogeveen Schachturnier 2017 spielte er einen Kampf über sechs Partien gegen Jorden van Foreest. Sokolov gewann mit 3½:2½.

## Mannschaftsschach

### Nationalmannschaft
Sokolov nahm an zwölf Schacholympiaden teil. Sein Debüt gab er 1988 in Thessaloniki für die jugoslawische Mannschaft, die er auch 1990 in Novi Sad vertrat. Von 1992 bis 2000 sowie 2010 spielte er für die Mannschaft Bosniens und Herzegowinas, mit der er 1994 in Moskau den zweiten Platz erreichte. Bei den Schacholympiaden 2002 bis 2006 und 2012 nahm er mit der niederländischen Mannschaft teil.
Sokolov nahm an zehn Mannschaftseuropameisterschaften teil, nämlich 1989 mit Jugoslawien, 1992, 1997 und 1999 mit Bosnien und Herzegowina sowie 2005, 2007, 2011, 2013, 2015 und 2017 mit den Niederlanden. In der Mannschaftswertung gewann er 2005 in Göteborg und erreichte 1989 in Haifa den zweiten Platz, in der Einzelwertung war er 2013 in Warschau bester Spieler am zweiten Brett. Bei der Mannschaftsweltmeisterschaft gehörte er 2013 zur niederländischen Mannschaft.

### Vereinsschach
Er spielte in der deutschen Schachbundesliga von 1997 bis 2006 für die SG Porz und wurde mit dieser 1998, 1999, 2000 und 2004 deutscher Mannschaftsmeister. In der Saison 2013/14 war er beim SV 1930 Hockenheim gemeldet, wurde aber nicht eingesetzt. In der niederländischen Meesterklasse (bis 1996: Hoofdklasse) spielte er von 1995 bis 2006 für De Variant Breda, von 2006 bis 2010 für Share Dimension Groningen, in der Saison 2016/17 für Charlois Europoort und in der Saison 2017/18 für Bussums Schaakgenootschap. Er wurde 1996, 1997, 1998, 1999, 2000, 2001, 2002, 2003, 2005, 2006 und 2007 niederländischer Mannschaftsmeister. In der österreichischen Staatsliga A wurde er in den Spielzeiten 1993/94 und 1994/95 mit dem SC Margareten österreichischer Mannschaftsmeister.
In der schwedischen Elitserien spielte Sokolov von 2000 bis 2004 beim Limhamns SK.
In der französischen Mannschaftsmeisterschaft spielte Sokolov in den Saisons 2002/03 und 2003/04 bei Clichy-Echecs-92, in der Saison 2005/06 bei C.E.M.C. Monaco, in den Spielzeiten 2009/10 und 2010/11 bei A.J.E. Noyon und seit der Saison 2012/13 bei L’Echiquier Chalonnais. Die britische Four Nations Chess League gewann Sokolov 2005 und 2006 mit Wood Green, in der Saison 2016/17 spielte er für Cheddleton. In Belgien wurde Sokolov 2004 mit dem KSK 47 Eynatten Meister, 2009 mit den Schachfreunden Wirtzfeld, bei denen er bis 2011 spielte, seit 2011 spielt er für den Koninklijke Gentse Schaakkring Ruy Lopez. Mit diesem nahm er auch am European Club Cup 2018 teil, wobei das zweitbeste Einzelergebnis an Brett 2 erreichte.
In der spanischen Mannschaftsmeisterschaft spielte Sokolov von 2003 bis 2005 für CA Intel-Tiendas UPI Mancha Real, mit denen er 2004 Meister wurde, und 2014 für Gros XT.
In der Premijer Liga Bosniens und Herzegowinas spielte Sokolov bei Bosna Sarajevo und wurde mit diesem 2002, 2004, 2005, 2008 und 2009 Mannschaftsmeister Bosniens und Herzegowinas. Sokolov vertrat Bosna Sarajevo bei 14 Austragungen des European Club Cup und gewann mit diesem den Wettbewerb 1994, 1999, 2000 und 2002.

## Werke
- Sokolov’s Best Games, Everyman Chess, Cadogan 1997, ISBN 1-85744-128-1.
- Winning Chess Middlegames: An Essential Guide to Pawn Structures, New in Chess, Alkmaar 2009. ISBN 978-90-5691-264-2.
- The Ruy Lopez Revisited, New In Chess, Alkmaar 2009. ISBN 978-90-5691-297-0.
- The strategic Nimzo-Indian. Vol. 1: A complete guide to the Rubinstein Variation. New in Chess, Alkmaar 2012. ISBN 978-90-5691-378-6.
- Ivan’s Chess Journey. Games and Stories. Thinkers Publishing, Gent 2016. ISBN 9789082256659.